# Août 1997

## Événements
- Victoire des grévistes d'UPS aux États-Unis.
- Lancement du projet GNOME.
- Août-septembre : gigantesques incendies en Indonésie et dans le reste de la région, dus aux défrichements abusifs.
- 2 août : Charles Taylor est président du Libéria.
- 3 août : discours inaugural du nouveau président iranien, Mohammad Khatami[1].
- 4 août : introduction du manga One Piece.
- 6 août : Microsoft entre dans le capital d'Apple, annonce faite par Steve Jobs lors de la Macworld Conference & Expo à Boston[2].
- 10 août (Formule 1) : Grand Prix de Hongrie.
- 19 - 24 août : voyage de Jean-Paul II en France, lors des Journées Mondiales de la Jeunesse.
- 20 août : l'explosion d'un silo portuaire à Blaye fait 11 morts et conduit à réviser la réglementation des installations classées en France
- 24 août (Formule 1) : Grand Prix automobile de Belgique.
- 29 août : intervention d’une force d’interposition ouest Africaine pour rétablir le président de la Sierra Leone Ahmad Tejan Kabbah chassé par des soldats mutinés.
- 29 août : Arrêt de diffusion de l'émission Le Club Dorothée sur TF1.
- 31 août : la princesse de Galles Lady Diana est tuée dans un accident de voiture à Paris, dans le tunnel sous le pont de l'Alma, avec son amant Dodi Al-Fayed et leur chauffeur Henri Paul ; seul survivant, le garde du corps de Fayed, Trevor Rees-Jones.

## Décès
Pour un article plus général, voir Décès en 1997.
- 28 août : Adah Elizabeth Verder, bactériologiste et administratrice scientifique américaine  (° 18 juin 1900)